# باتريسيو بيتبول
باتريسيو «بيتبول» فريري (بالبرتغالية: Patrício "Pitbull" Freire؛ 7 يوليو 1987) هو مقاتل فنون قتالية مختلطة برازيلي يُنافس حاليًا في بيلاتور حيث يُعد هو بطل بيلاتور للوزن الخفيف الحالي وبطل بيلاتور لوزن الريشة السابق مرتين. وهو الشقيق الأصغر للمقاتل في الوزن الخفيف باتريكي فريري. وهو ثاني بطل لوزنان في وقت واحد في تاريخ بيلاتور. اعتبارًا من 3 أغسطس 2021، احتل المرتبة الثانية في تصنيفات بيلاتور في جميع الأوزان للرجال والمرتبة الأولى في تصنيف بيلاتور لوزن الريشة.
تم تصنيفه حاليًا على أنه في المرتبة الرابعة في وزن الريشة في العالم من قِبل فايت ماتريكس، بعد أن تم تصنيفه في المرتبة الثالثة في أكتوبر 2020. تصنفه كومبات بريس على أنه المقاتل الخامس في وزن الريشة والخامس في الوزن الخفيف والتاسع في جميع الأوزان في العالم. تصنفه شيردوغ على أنه المقاتل السادس في الوزن الخفيف والسابع في وزن الريشة في العالم. تم تصنيفه أيضًا على أنه المقاتل رقم 1 في وزن الريشة خارج بطولة القتال النهائي (UFC) من خلال تصنيف فنون القتال المختلطة.

## مسيرته في فنون القتال المختلطة

### مسيرته المبكرة
بدأ فريري تدريب على الجيو جيتسو البرازيلية في سن العاشرة. عندما كان مراهقًا، تدرب في أكاديمية شوت بوكس الشهيرة جنبًا إلى جنب مع نجوم فنون القتال المختلطة البارزين مثل فاندرلي سيلفا وماوريسيو روا.
قبل التوقيع مع بيلاتور، تم تصنيف بيتبول كواحد من أفضل المقاتلين الذين يُتنبى لهم مستقبل خارج ساحة القتال في أمريكا الشمالية.

## حياته الشخصية
باتريسيو لديه زوجة اسمها تيريزا. لديهم ولدان، ديفي (مواليد 2015) وميغيل (مواليد 2020).

## سجل الفنون القتالية المختلطة
| السجل المهني |        |         |
| 37 نزال      | 32 فوز | 5 خسارة |
| ضربة قاضية   | 11     | 1       |
| إخضاع        | 12     | 1       |
| قرار القضاة  | 9      | 3       |

المصدر: 

## وصلات خارجية
- باتريسيو بيتبول على موقع بيلاتور (الإنجليزية)
- باتريسيو بيتبول على موقع شيردوغ (الإنجليزية)
- باتريسيو بيتبول على موقع Tapology.com (الإنجليزية)